# Intel i860

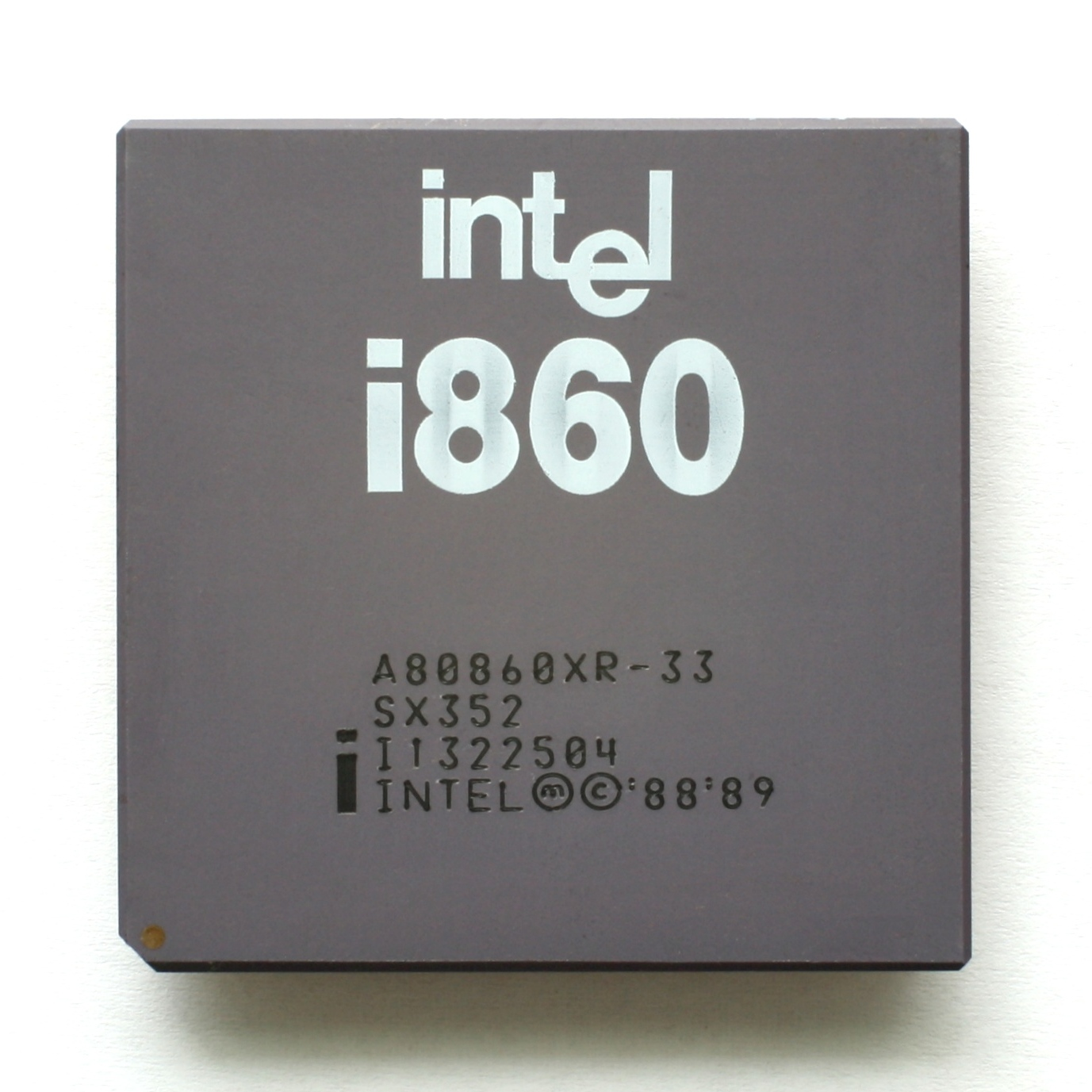

De Intel i860 (ook wel 80860) was een door Intel ontwikkelde RISC-microprocessor die het eerst werd uitgebracht in 1989. De i860 was (samen met de i960) de eerste poging van Intel een nieuwe, geavanceerde 'high-end' ISA (Instruction Set Architecture) te ontwikkelen na het falen van Intel i432 in het begin van de jaren 80.
De Intel i860 werd met veel bombarie gelanceerd, waardoor de (volgens velen beter ontwikkelde) i960 in de schaduw kwam te staan. De i860 is nooit een commercieel succes geworden en werd halverwege de jaren 90 uitgerangeerd.